# Salzachgeier
Le Salzachgeier est un sommet des Alpes, à 2 469 m d'altitude, dans les Alpes de Kitzbühel, en Autriche, à la limite entre le Tyrol et le land de Salzbourg.